# Origjinale
Origjinale – singel Aurelii Gaçe nagrany z raperem Dr. Flori i Marselem. Tekst piosenki został napisany wspólnie przez Aurelę Gaçe i Dr. Floriego.
Piosenka została wydana 11 czerwca 2010 roku i szybko stała się hitem głównie w Albanii. Teledysk do utworu stał się najchętniej oglądanym wideo w Albanii w 2010 roku i osiągnął największą liczbę wyświetleń w serwisie YouTube spośród wszystkich kiedykolwiek umieszczonych na serwisie albańskich piosenek. W następnym roku piosenka została nominowana do bałkańskich nagród muzycznych Balkan Music Awards którą wygrała w kategorii Najlepsza piosenka roku na Bałkanach 2010, wygrywając m.in. z „Sun Is Up” rumuńskiej piosenkarki Innej.
Piosenka znalazła się na albumie Paraprakisht.